# Eurycyde gorda
Eurycyde gorda är en havsspindelart som beskrevs av Child, C.A. 1979. Eurycyde gorda ingår i släktet Eurycyde och familjen Ammotheidae. Inga underarter finns listade i Catalogue of Life.